# نوبل لیک (آرکانزاس)
نوبل لیک (به انگلیسی: Noble Lake) یک منطقهٔ مسکونی در ایالات متحده آمریکا است که در آرکانزاس واقع شده است. نوبل لیک ۶۱٫۸۸ متر بالاتر از سطح دریا قرار دارد.